# مكتب شؤون تايوان
مكتب شؤون تايوان التابع لمجلس الدولة هو وكالة إدارية تابعة لمجلس الدولة في البر الرئيسي للصين. وهي مسؤولة عن وضع وتنفيذ المبادئ التوجيهية والسياسات المتعلقة بجمهورية الصين (تايوان). على النحو المنصوص عليه من قبل اللجنة المركزية للحزب الشيوعي الصيني ومجلس الدولة نفسه.
وفقًا للترتيبات والتفويضات الصادرة عن مجلس الدولة. يتولى المكتب مسؤولية الاستعدادات ذات الصلة للمفاوضات والاتفاقيات مع ما يسميه البر الرئيسي للصين «سلطات تايوان» (أي حكومة جمهورية الصين والمنظمات الحكومية المعتمدة التابعة لها). تدير الوكالة وتنسيق الروابط المباشرة في البريد والنقل والتجارة عبر مضيق تايوان. وتتولى مسؤولية وسائل الإعلام والدعاية المتعلقة بجمهورية الصين. وتراقب وتصدر الأخبار والمعلومات المتعلقة بشؤون المنطقة الحرة. وتعالج الحوادث الكبرى المتعلقة بشؤون المنطقة الحرة. جمهورية الصين.
مجلس شؤون تايوان مسؤول عن التنسيق مع التخطيط الشامل للعلاقات الاقتصادية والتجارة المتعلقة بتايوان والتبادلات والتعاون في مجالات مثل التمويل والثقافة والبحث الأكاديمي والرياضة والعلوم والتكنولوجيا والصحة وغيرها مع الإدارات المعنية.. كما يدير تبادل الأفراد والملاحظات والندوات بين الجانبين والأعمال ذات الصلة بشأن المؤتمرات الدولية التي تشارك فيها جمهورية الصين.
مسؤولو مكتب شؤون تايوان أعضاء في اللجنة المركزية للحزب الشيوعي الصيني ومكتب مهام تايوان في نفس الوقت. يتم استخدام العنوان الأخير عند التعامل مع المسؤولين في المنطقة الحرة على أساس طرف إلى طرف.

## الهيكل التنظيمي
يتكون مكتب شؤون تايوان من الاقسام التالية:
- قسم السكرتارية
- قسم شؤون الموظفين
- قسم التكامل
- قسم البحث
- قسم المعلومات
- قسم الاقتصاد
- إدارة شؤون هونغ كونغ وماكاو المتعلقة بتايوان
- قسم الصرف
- قسم القانون والتنظيم
- قسم الشكاوي والتنسيق
- مكتب لجنة CCP لمكتب شؤون تايوان

## قائمة المديرين
| مديري مكتب اللجنة المركزية لشئون تايوان | مديري مكتب اللجنة المركزية لشئون تايوان |
| --------------------------------------- | --------------------------------------- |
| الاسم                                   | مدة العمل بالمنصب                       |
| تشي يانمينغ                             | 1955 - ؟                                |
| لوه تشينغتشانغ                          | ؟ –1982                                 |
| يانغ Yindong                            | 1982-1985                               |
| يانغ سايد                               | 1985-1991                               |

| مديرو مكتب شؤون تايوان التابع لمجلس الدولة | مديرو مكتب شؤون تايوان التابع لمجلس الدولة |
| ------------------------------------------ | ------------------------------------------ |
| دينغ جوانجن                                | 1988-1990                                  |
| وانغ تشاو قوه                              | 1990-1996                                  |
| تشن يونلين                                 | يناير 1997 - يونيو 2008                    |
| وانغ يي                                    | سبتمبر 2008 - 17 مارس 2013                 |
| تشانغ تشى جيون                             | 17 مارس 2013-21 مارس 2018                  |
| ليو جييي                                   | 21 مارس 2018 - شاغل الوظيفة                |

## الروابط الخارجية
- الموقع الرسمي